# 卡萨涅贝戈内斯
卡萨涅贝戈内斯（法語：Cassagnes-Bégonhès，法語發音：[kasaɲ beɡɔnɛs]）是法国阿韦龙省的一个市镇，属于罗德兹区。

## 地理
卡萨涅贝戈内斯（44°10'8"N, 2°31'50"E）面积30.93 平方千米，位于法国奧克西塔尼大區阿韦龙省，该省份为法国南部内陆省份，位于法國中央高原南部，北起顺时针与康塔爾省、洛泽尔省、加尔省、埃罗省、塔恩省、塔恩-加龙省和洛特省接壤。
与卡萨涅贝戈内斯接壤的市镇（或旧市镇、城区）包括：奥里阿克拉加斯、桑特雷斯、孔普拉-格朗维尔、吕拉克-圣西尔克、维欧尔河畔圣朱丽叶、萨尔米耶什、拉塞尔沃。

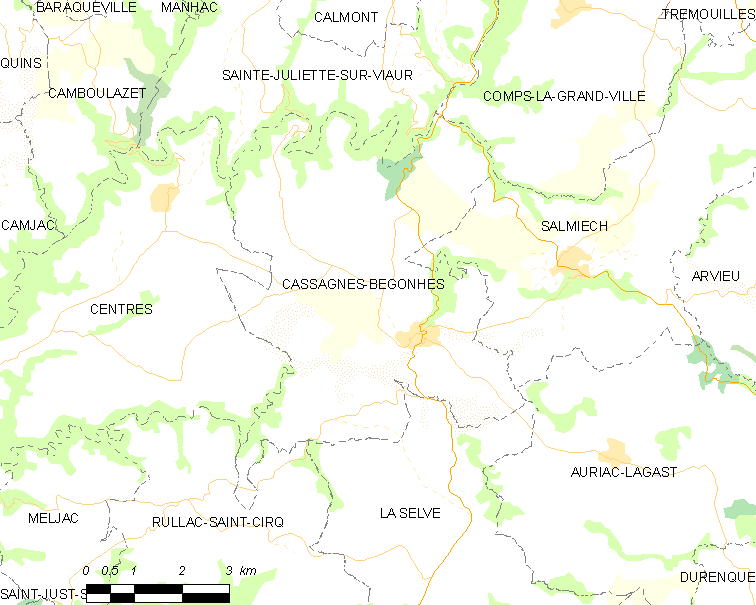
卡萨涅贝戈内斯的OSM定位图

卡萨涅贝戈内斯的时区为UTC+01:00、UTC+02:00（夏令时）。

## 行政
卡萨涅贝戈内斯的邮政编码为12120，INSEE市镇编码为12057。

## 政治
卡萨涅贝戈内斯所属的省级选区为雷基斯塔奈山县。

## 人口

1962-2008年间卡萨涅贝戈内斯人口变化图示

卡萨涅贝戈内斯于2022年1月1日时的人口数量为946人。